# Saint-Laurent (Côtes-d’Armor)
Saint-Laurent (bret. Sant-Laorañs) – miejscowość i gmina we Francji, w regionie Bretania, w departamencie Côtes-d’Armor.
Według danych na rok 2010 gminę zamieszkiwało 476 osób, a gęstość zaludnienia wynosiła 53 osoby/km².